# 中华人民共和国经济
中华人民共和国经济可分为三个发展阶段。在建国初期，中华人民共和国采用计划经济模式，1978年改革开放后，转变为社会主义市场经济。改革开放初期的1980年代到90年代，经济还较落后，从计划经济到社会主义市场经济的转型过程中也出现了一些问题，自1992年邓小平南巡后，中国经济开始提速，2000年時中国GDP为1.2万亿美元，人均僅為959美元。2001年中国加入世界贸易组织后，中国積極融入世界贸易體系，大力發展制造业及出口加工貿易，2000年-2010年间，经济年均增速超过10%，2010年中国GDP总量达6万亿美元，超过日本成为全球第二大经济体，2022年中国GDP為121萬億人民幣，折合18萬億美元，人均GDP12741美元，跨入高收入经济体门槛。中國是经济增长速度最快的主要经济体之一，拥有巨大的人口和经济体量，較好的基礎設施，穩定的社會環境，為經濟最強的發展中國家，2021年超过美国成为全球最大的消费市场。
中国目前已成为世界第一大出口国，第二大进口国。2013年，中國超越美国成为全球货物贸易第一大国。尽管受到新冠疫情影响，中国在2020年至2022年仍保持了经济正增长。2023年中国超越日本成为全球最大汽车出口国。
自2021年下半年起，在中共中央总书记习近平主导下，中国持续推行的清零政策，使中国经济处于半衰退状态，中国面临经济下行和动态清零这两个矛盾且近乎无解的难题。习近平当局在这期间推出了“三条红线”和“双减政策”，严重打击中国房地产业和教育行业的发展，同时又加强了对民营企业的管控。因此，有观点认为，原先預計在2030年之前，中國GDP將超過美國的这一时间点将会延迟，也有观点认为中国经济面临巨大危机。

## 发展过程

### 第一阶段（1949－1978）

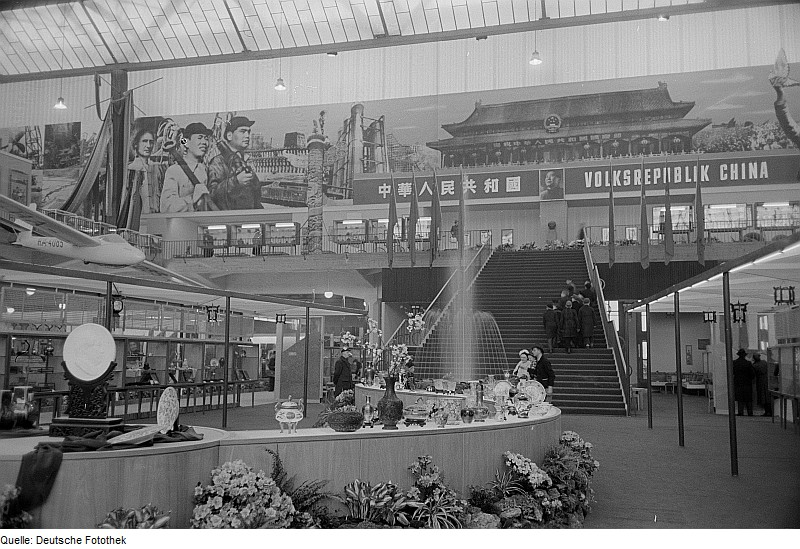
1951年德國法蘭克福商展中方攤位廣告

中华人民共和国建国前，中国大陆经历长期战乱，经济波动和受创极大。中国在1949年的工農業總產值466億元，重工業僅占總產值7.9%，而被視為農業國家。中华人民共和国成立后，实行苏联式计划经济。1953年到1957年一五期间，中国经济在苏联帮助下开始恢复，以苏联援建150项工程为标志，优先快速发展重化工业替代进口巩固国防，而轻工业和农业处于一个次要地位。期间轻重工业投资比例为1︰7.3，严重向重化工业倾斜，中国国家统计局的文章说法是：“基本奠定工业基础”。又1955年出现经济过热冒进的苗头，后来“冒进”、“反冒进”、“反反冒进”成为中国共产党内政治斗争的其中一个主题。中国共产党主席毛泽东在1957年中共八届三中全会上表达对反冒进若干做法的不满，称：“反冒进扫掉了多快好省，扫掉了《农业发展纲要》，扫掉了促进委员会，使六亿人民泄了气”。还说“反冒进离右派只有五十米远”。并要求要恢复促进委员会，“多、快、好、省”，农业发展纲要四十条。中国共产党新闻网文章称：“这个批评，实际上是后来多次严厉批评反冒进和酝酿发动“大跃进”的开端。”
1958年开始的大跃进对中国经济造成严重破坏，并导致大面积饥荒和死亡，同時中蘇關係大幅惡化，經濟協助完全終止。经济在1963年到1965年，国家主席刘少奇领导下短暂恢复后，后来又受到毛泽东发动的文化大革命等政治运动冲击。到了文革结束后，用中国共产党新闻网的文章说法是“我们才不得不承认国民经济已经到了崩溃的边缘”。中国国家统计局称：“1978年轻重工业比例为43.1：56.9，轻工业产品严重匮乏。”长期物资短缺的状况下，政府不得不依赖计划配给体制，维持社会运行。

### 第二阶段（1978－1998）

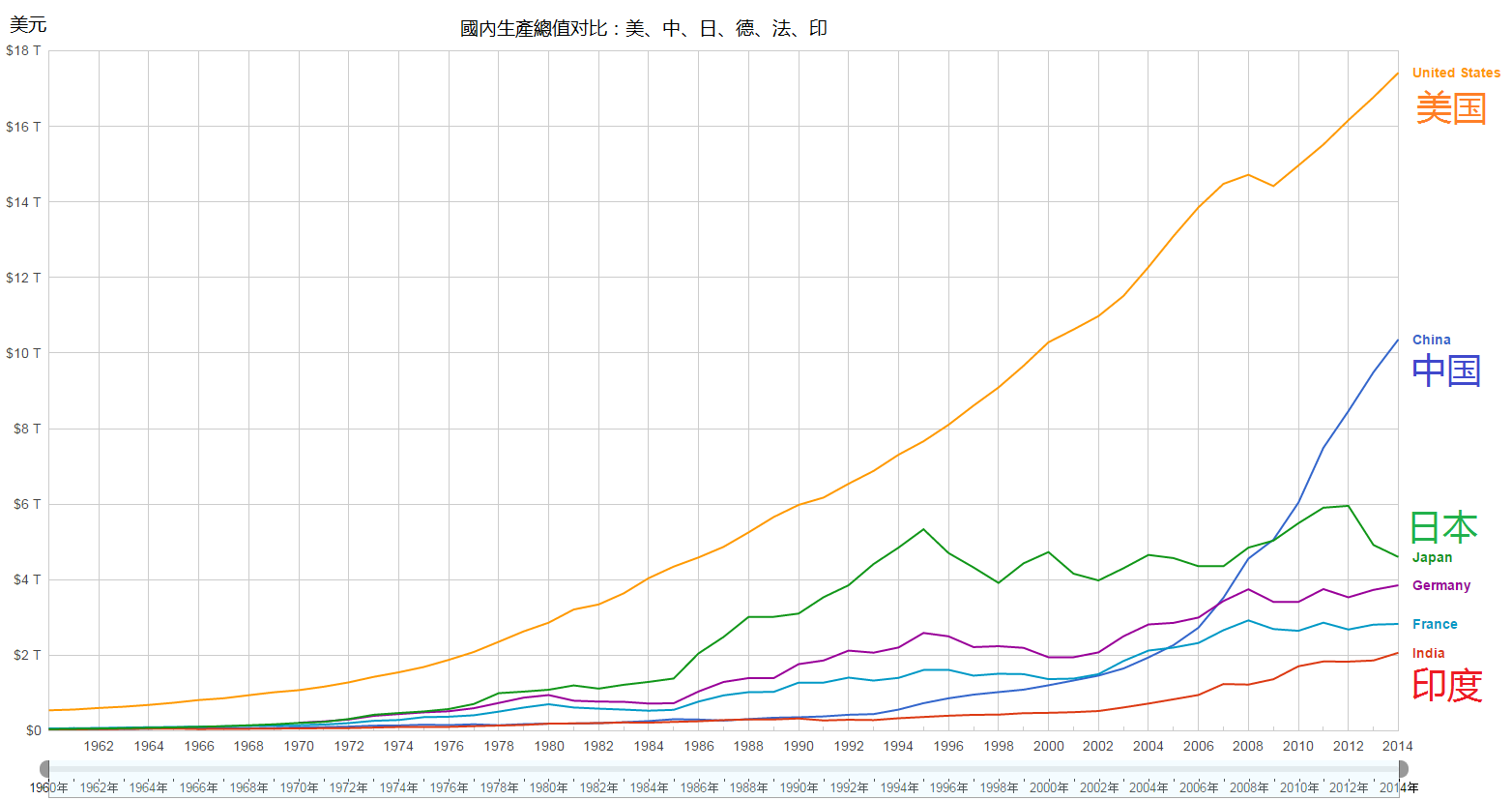
2014中國內地GDP（國際匯率算法）比較，目前GDP總量排在美國之後列世界第二。

改革開放後朝向以市場經濟體制為主的混合經濟。政府在1980年代廢除集體耕作、設立經濟特區、國有企業改革重組，虽产生大量失业人口、但也讓中國成為世界最快的經濟體。中國國內生產總值在1978年至2007年平均實質增長9.8%，國民生產總值增長近十倍，人口貧困率從1970年代末的64%下降至2004年的10%以下。1990年代中國籍國家級經濟技術開發區和國家綜合配套改革試驗區（包括浦東新區、濱海新區和深圳市）深化改革開放。
1978年，华国锋两个凡是路线被打倒，鄧小平推行改革開放政策，访问美国、日本和新加坡，將中國大陸經濟從舊有的緩慢、低效率的蘇聯計劃經濟體制轉為市場經濟為導向的經濟模式，但政府依然有某種程度上的主導地位。在這種改革的背景下，人民公社經濟體制在1978年被取消，農村家庭聯產承包責任制逐漸取代了这一制度，土地由农民承包，并且农民可以自由在市场贩卖自己的农产品。工商业上，1978年12月22日发表的中共十一届三中全会公报作为标志，强调下放更多的经营自主权。在1979年6月的第五屆全国人民代表大会第二次會議上，國務院副總理兼国家计划委员会主任余秋里宣布调整工业重心，从重工业转向农业和轻工，要求重视农业、轻工业和对外贸易的发展，将其作为经济首要的重点纺织品是最大的项目。1979年重工业的计划增长率调整为7.6％，比当年轻工业的8.3％的计划增长率要低。重工业的投资也开始下降，从1978年占总投资的54.7％压缩到1979年的46.8％，并重视出口。其结果是1979—1981年，出口增长率名义上是原来增长率以年均29%的速度增长，出口产品以纺织品是最大的项目，还有自行车、缝纫机等轻工业产品，另外还有一些矿产，并在1981年贸易赤字消失和1982年出现了大量顺差。又因为中国能源开采总量已经停滞，中国经济开始转向单位耗能较少的消费品工业部门，并对高效能源设备进行投资。值得一提，1980年代中国开始大量向国外借款并吸纳投资，又利用旅游业赚取外汇，更多企业开始自组筹措资金和自主制定战略发展。
1980年代，中国基本处于农业和工业快速增长时期，工业结构开始从重工业向轻工业调整，出口大增，市场经济开始萌芽，又长三角地、珠三角等地区开始进入工业化高速增长以及1985年中国开始贬值货币以利于出口。1981年到1986年的工业产值增长年均值为13.6%，工业产值为10300亿，比中国1981年翻倍。GDP年均增长率大约为9.75%。但是这个年代仍然存在不少问题，首先，大量商品价格依然为国家制定，而不是市场，也就是价格双轨制，有关系者从中牟利，价格闯关的改革到1990年才宣告完成。其次，垄断依旧大量存在。再者，物价不稳，1980年代曾经出现过通货膨胀高企的时期，1987年大幅度增加固定资产投资以及启动价格闯关改革后,出现了大幅度物价上涨，1987年CPI上涨7.3%，1988年CPI上涨8.8%，1990年CPI上涨18%。
1989年六四事件后，由于外国制裁，中国GDP增长率在1989和1990年大幅下跌，分别为4.1%和3.8%。在1991年开始反弹，为9.2%。1992年，邓小平南巡，中国继续改革开放政策，在1998年前继续延续1980年代政策，并在启动中国1994年税制改革。这次改革后中央政府税后大幅增加，但是地方财源开始枯竭，土地财政开始成为地方重要财源，又这次改革后财政收入占国民生产总值的比例上升。值得一提的是，中国1993年到1994年曾出现过经济过热的情况，1994年CPI上涨达到24.1%，创下1949年有记录以来新高。

### 第三阶段（1998 - 2012）
1998年后中国政府调整经济增长战略，首先实行积极的财政政策以对抗亚洲金融危机。其次，将资金投入到新技术和新产业研发。其三、中国政策国企大幅度改革，关停一批效益不佳的国企，但这个政策导致大量国企员工下岗。其四，住房改革，商品房开始大量进入市场，房贷大量出现。又中国政府再次开始向重化工行业投入资金。这段时期地区经济差距开始放大，一些内陆省份日渐被抛离。
2000年代后，中国经济持续发展，2001年，中国加入世界贸易组织，经济高速增长。2000到2010年GDP增速为11%，是中国经济增长最快的10年，2010年GDP换算成美元后超过日本，又因房地产泡沫的出现，伴随着官僚主義、貧富差距、城镇居民收入低，农民工户籍福利等矛盾显现。2008年环球金融危机中，中国出动四万亿刺激计划，大力推动基建特别是高铁建设，2001年，中国加入世界贸易组织而大力推动自身的经济发展。2007年至2011年中國經濟增長速度相當於其他國家總和。2009年，中國於全球競爭力報告排名第29位。花旗銀行在2011年的全球增长生成国家亦有極高的評級，同年中國經濟自由度指數排行第136位。中国從1990年的8家上市公司加至2010年的2,062家，另有1.3億戶投資者、106家證券公司、62家基金公司和163家期貨公司。2013年第一產業、第二產業和第三產業分别占國內生產毛額的10%、44%、46%，另外電子訊息產業占4%、文化產業占2.85%。中国經濟增长动力从工業转向第三產業。
2008年家庭收入或消費的百分比：最低的10%为3.5%；最高的10%为15.0%。2010年，中国家庭收入分配的基尼指數为0.5。2014年中国通貨膨脹率（零售價格）为2.0%。2014年劳动力總數共9.1643亿，其中農業占31.4%，工業占30.1%，服務業占38.5%。2014年固定資產投資51兆2761亿元人民幣，占GDP80%。其中第一产业投资1兆1983亿元人民幣，第二产业投资20兆8107亿元人民幣，第三产业投资28兆1915亿元人民幣。
2010年后，中国经济出现了明显的经济增长减速，2011年GDP增长为9.2%，2012年为7.8%，2013年为7.7%，2014年为7.3%。面临前三十年经济快速增长的基础之一的中國內地廉价勞動力开始下跌，内需不足等问题。中國政府正在努力縮小農村與城市人口的收入差距，實現東西部發展的平衡，並克服日益嚴重的能源短缺問題。西方國家普遍認為政府以人為壓低人民幣匯率作為刺激中國大陸經濟發展的重要手段，但中國大陸政府正面臨著國際上越來越大的壓力，要求其對人民幣重新估價，這可能影響到中國內地十分倚賴的出口增長。另外，許多人也曾擔心中國內地脆弱的銀行體系可能給經濟帶來負面影響。

### 第四阶段（2012年至今）

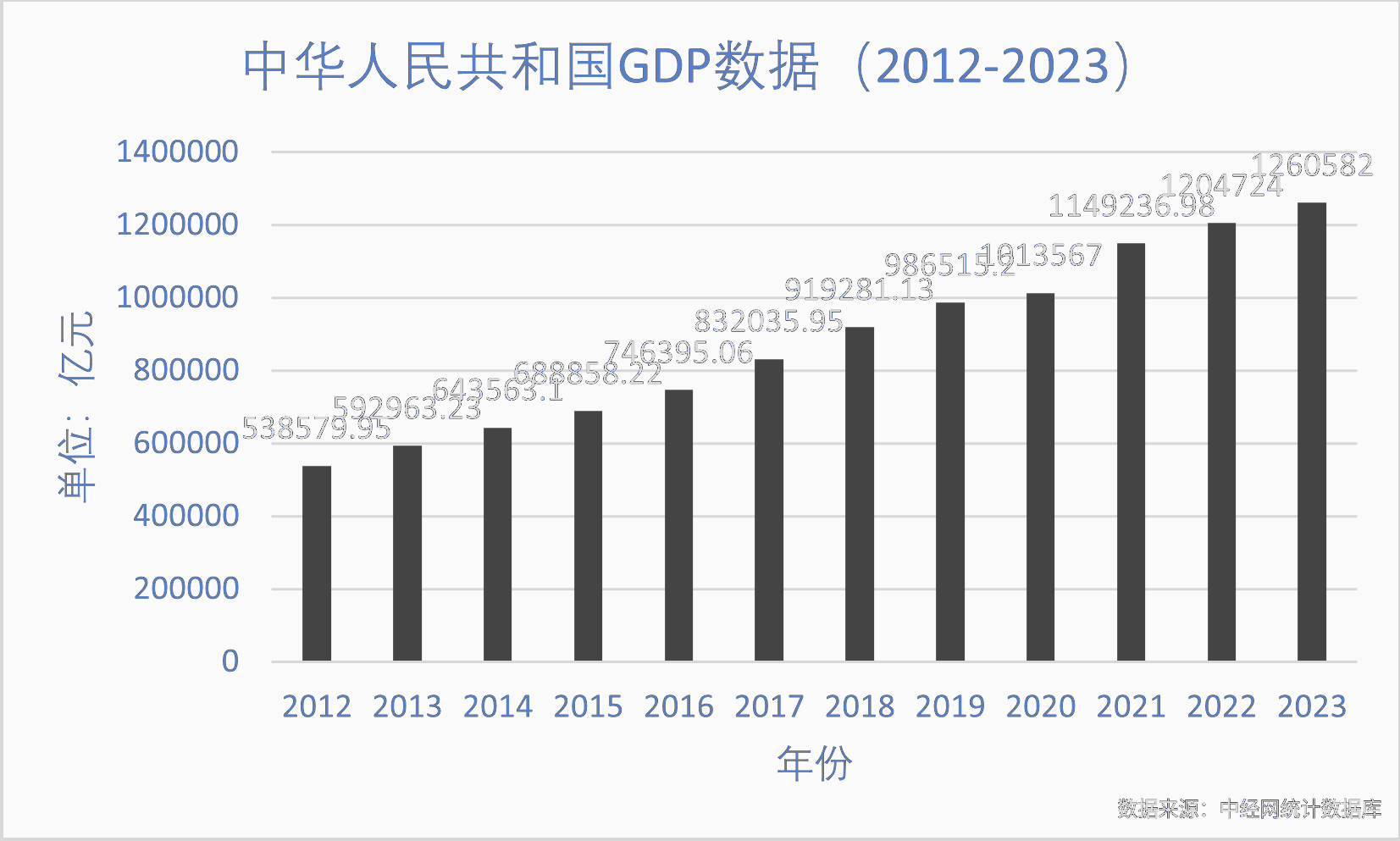
中国GDP（2012-2023）

习近平在2012年11月召开的中共十八届一中全会上当选中共中央总书记。同年，中国大陆的第三产业首次超过第二产业，占国内生产总值最大比重。2012年3月14日，国际货币基金组织（IMF）发表报告称，如果中国进行金融业、建筑业、运输业、教育业、健康、电信和公共事业领域等垄断行业的改革，长期来看中国的人均GDP将增长10倍。2012年中國中產階級達3億人，並擁有251名億萬富翁，是世界上富豪第二多的國家。2012年國內零售市場超過20兆元，自2013年年增长率超過12%；奢侈品市場也大大擴張，占全球27.5%。經濟發展亦造成貧富差距，在數十年來不斷增加，2012年的吉尼系数為0.474。经济快速增长及消费市场扩张造成国内严重的通货膨胀，政府因而加強監管。麥肯錫公司估計未償還債務從2007年的7.4兆美元增长至2014年的28.2兆美元，比国内生产毛额多出228%。
2017年中国遇上与美国的贸易战，经济成长逐渐放缓，2018年经济成长率为6.6%，保持中高速增长，为三十年来最低。2019年中国经济增速为6.1%，人均GDP突破一万美元。该阶段的中国正在经历全方位的产业升级阶段，包括中高端制造业、电子科技、5G商用、人工智能等产业。截至2024年，中国未进入世界银行定义的高收入经济体行列。
2020年一季度受COVID-19疫情波及，同比下降6.8%。是1992年開始公布季GDP以來，首度季度同比数据出现负增长。2020年5月28日，國務院總理李克強在第十三屆全國人大第三次會議結束後，按慣例出席了總理記者會。在記者會上，李克強表示保就業是頭等大事，他讚揚中國西部有城市通過流動商販的攤位解決了大量就業。。在总理记者会上，国务院总理李克强讨论了疫情对今年脱贫攻坚战的影响，并强调中国当前有6亿人口的每个月收入只有1000元人民币左右。此事受到热烈讨论，经济学家李实称，此数据反映出中国收入不均的现实问题，并强调脱贫攻坚战的实际意义。李克强在记者会上亦首次表示中方将积极考虑加入全面与进步跨太平洋伙伴关系协定。尽管受到疫情的波动，在全球各国经济衰退的背景下，中国依据后三个季度的反弹，实现了2020年全年GDP逆势增长2.3%，并首破100万亿人民币。多家媒体指出，中共中央总书记习近平主导的“動態清零”主要出于政治导向，是“政治防疫”，目的是为中共二十大召开后顺利连任。媒体分析认为，持续实行动态清零政策将使中国经济真正处于衰退状态，习近平将面临经济下行和清零政治需要这个无解的难题。2022年5月，國務院總理李克強在「全國穩住經濟大盤電視電話會議」上罕見地坦言，中國經濟在某些方面和一定程度上，甚至比2020年疫情嚴重衝擊時還大。中共二十大後習近平再次連任開展第三個總書記任期，隨後因全國多地爆發反對防疫封控的「白紙運動」，習近平當局放棄實行近三年的清零政策，轉為與病毒共存。
截至2021年中期，私营企业在中国100家最大上市公司中的份额持续上升，并从2010年底的8%达到55.4%的峰值。随着2019冠状病毒病的爆发，因国有企业和中央企业更多受政府资助，国企和央企在疫情流行期间相较于私营企业具有更好的表现。在2021年中期后的2023年中期，私营企业的份额为39.0%，首次降至40%以下，仍高于2019年中期36.0%的水平，但已經引發外界對於「國進民退」發展趨勢的討論。2016年12月，中共中央总书记习近平在中央经济工作会议上提出“房住不炒”，逐步限制房地产投机行为。2020年，習近平當局推出「三條紅線」政策，針對中國房地產企業債務風險提出的「三條紅線、四檔管理」監管要求，大量中国房地产企业因为政策限制陷入流动性危机乃至于倒闭，企业融资环境进一步恶化。2020年底，恆大債務危機爆發，隨後集團創辦人許家印被控制，公司被香港高等法院下達清盤令。
2017年4月中国设立雄安新区，是中国第19个国家级新区。2013年9月29日，中国（上海）自由贸易试验区最先挂牌成立，成为中国第一个自由贸易试验区。至2020年中国共设立21个自由贸易试验区。2020年前10个月，中国大陆18家自贸试验区（不算2020年新设立的北京，湖南，安徽三个自贸试验区）进出口总额为3.8万亿元人民币，占中国大陆的14.8%；18家自贸试验区实际利用外资1310.1亿元人民币，占中国大陆的16.4%；2019年，18个自贸试验区累计新设企业约31.9万家，其中外资企业6242家，进出口总额4.6万亿元，实际利用外资1435.5亿元，占中国大陆14. 6%的进出口和15. 2%的外商投资。2019年8月9日中国设立深圳中国特色社会主义先行示范区。2020年10月在北京召开的中共十九届五中全会上中共提出2035年远景目标。2020年6月1日中共中央及国务院正式印发《海南自由贸易港建设总体方案》，正式计划将海南打造成自由贸易港。2020年5月14日，中共中央政治局常务委员会会议提出，要构建「国内国际双循环相互促进的新发展格局」。2021年6月10日，中国设立浙江共同富裕示范区，第十三届全国人大常委会第二十九次会议通过《中华人民共和国海南自由贸易港法》，法案中涉及自贸港内居民权变更、接入全球互联网、出入境政策及封关等深化改革创新与开放之内容。
2023年5月，中國16-24岁的人群失業率达到20.8%，創下紀錄，有關數字及後於7月升至21.3%，2023年7月，消费价格两年多来首次下降，中国经济陷入通货紧缩。2023年8月15日，中国政府表示暂停公布自8月起的青年失业率，认为青年人年龄范围的界定需要进一步研究，被讽刺为暂停报告以掩盖负面信息，也有人对此表示公众有权知情。8月21日，中国人民银行继6月份后再次降息，但降幅小于预期。2024年1月重新恢复发布青年失业率，调整统计标准（忽略在校学生）后，数据大幅下降。鉴于日前严重的房地产危机，中国政府出台政策鼓励地方政府回购烂尾楼和滞销楼盘用作建设保障性住房，同时大幅降低首付比例，降公积金贷款利率、取消商业贷款利率限制和取消限购政策等，意图拯救楼市。2024年在第十四届全国人民代表大会第二次会议上国务院总理李强所作的《政府工作报告》中，提出加快发展以科技创新为主导的“新质生产力”。《纽约时报》认为，提出“新质生产力”是为了解决当前中国经济停滞的问题。2023年中国超越日本成为世界最大汽车出口国。同时因中国大量出口新能源汽车、太阳能电池和锂电池等产品引起欧美国家对中国产能过剩和倾销的指责。2024年5月14日，美国宣布对从中国进口的180亿美元的产品加征关税，其中电动汽车的关税将从25%升至100%。
由於習近平親自主導的「房住不炒」政策導致中國房地產行業持續低迷，嚴重拖累中國經濟增長，他在2024年9月召開的中共中央政治局會議上宣布降低存款準備率，實施有力度的降息，促進中國房地產市場止跌回穩，推翻原來的政策。

## 经济体制
中華人民共和国经济最高决策机关为中国共产党下属的中央财经委员会（前称中央财经领导小组），由中共中央总书记兼任主任，下设中央财经委员会办公室。中国国务院是经济政策的最高执行机关，由国务院总理领导。具体政策由国务院下属的国家发展和改革委员会、财政部、商务部、中国人民银行等机构执行。
2022年中国國內生產總值（GDP）达到1,210,207亿元，比上年增长3.0%。按照年平均汇率折算，2022年中国GDP约17.99万亿美元。其中，第一产业（農業）88,345亿元，增加值占比7.3%；第二产业（工業和建築業）483,164亿元，增加值占比39.9%；第三产业（服務業）638,698亿元，增加值占比52.8%。根据國際貨幣基金組織数据，中国是全球第二大经济体（若依購買力平價则是世界最大的經濟體）、第一大工业国、第一大农业国和第二大服务业国。中国是製造業第一大國和世界最大貿易國（最大出口國和第二大進口國），超過200多種製品產量和出口量排行首位、數十種出口產品占世界70%以上。中国經濟成長仰賴投資和出口收益，2010年後增长明顯趋缓，中國政府為此調整經濟結構，改以消費帶動經濟成長，2016年時消費對經濟成長的貢獻率達64.6%。
中国政府在市場經濟體制下開放私人財產的所有權，成為國家資本主義的典型例子。政府主導能源生產、重工業等戰略工業，视製造業為重要的經濟基礎。《財星》杂志的2018年财富世界500强排名中，中国有120家公司上榜。《富比士》報導的前十大上市公司中則有5家中國企業，包括銀行總資產最多的中國工商銀行。今日中國股票總市值為全球第二名、商品期貨市場成交量居世界首位。
但中国经济发展区域不均衡，在东部沿海地区的长三角、珠三角和京津冀是经济较发达地区，而中西部地区则相对落后, 东北地区也在改革开放之后遇到了发展瓶颈。。2017年末全国就业人员7亿7640万人，其中城镇就业人员4亿2462万人，第三产业就业人数占四成以上。1978年末农村贫困发生率约97.5%，以乡村户籍人口作为总体推算，农村贫困人口规模7.7亿人；2017年末农村贫困发生率为3.1%，贫困人口规模为3046万人，改革开放的政策让中国每年减少贫困人口近2000万。1978年改革开放时中国人均GDP只有155美元，2000年人均GDP僅為959美元，但是到了2022年，中国大陆人均GDP已達到12741美元，对于14亿人口能够达到这个数值，表明中国的经济体量和消费市场巨大。

### 货币及汇率政策

1980-2015年间美元兌人民幣匯率

中國大陸的貨幣是人民幣，分為元、角、分，貨幣符號為￥，代碼為CNY，但離岸人民幣使用的貨幣代碼為CNH。不過，國際上更常用的縮寫是RMB。2009年开始，中国推動人民币国际化，包括建立人民幣債券市場、擴大貿易量化測試等，以促進海外人民幣流動。2010年後，包括俄羅斯盧布、日元、澳元、紐西蘭元、新加坡元、英鎊、加拿大元等同意能與人民幣直接兌換，在2013年成為交易量第八大的貨幣。
隨著國際社會對人民幣的需求上升，2013年4月10日，人民币与澳元开始直接兑换。2014年3月19日，人民币和新西兰元实行直接兑换。6月19日，人民币和英镑实现直接兑换。9月30日，人民币与欧元开始直接兑换，截至到2016年5月底，人民币继续保持全球第六大支付货币，曾经一度在2015年8月成为全球第四大支付货币，此为人民币的最佳成绩。。2015年11月30日，国际货币基金组织（IMF）宣布人民币加入特别提款权（SDR）货币篮子，该决议于2016年10月1日生效。
一直以來人民幣汇率都受到政府的調控，人民银行设定作为基准汇率，境内市场人民币的日波幅被限制在中间价上下2%的区间内交易，而离岸市场人民币可自由交易。人民幣匯率經歷了掛牌價和調劑價的雙軌制階段、匯率並軌後的柔性盯住美元制階段、亞洲金融危機後的剛性盯住美元制階段、2005年7月21日的匯率制度改革。從1979年至1994年匯率雙軌制階段是人民幣貶值幅度最大的時期，由1979年的1.555元（1美元兌換）貶至1994年的8.619元（年度均價），貶值幅度達4.5倍。在匯率雙軌制期間，還存在表面上面額與人民幣等值的外匯兌換券。由於外匯匯率與官方掛牌價格存在極大的利差，期間存在被政府禁止的外匯黑市。初期以炒賣外匯兌換券為主，之後直接炒賣外幣。改革開放初期，人民幣定價過高，外匯（外匯兌換券與外幣）黑市價大大高於官方規定的匯率，前期最高相差近一倍；隨著官方對人民幣的大幅度貶值，漸漸回落直至接近官方掛牌價；進入1990年以後，場外交易的（黑市價）外匯價格轉向弱低於官方掛牌價，與此同時，外匯兌換券漸漸淡出市場。從1994年開始到2005年匯率制度改革以前，人民幣兌美元一直維持在8.27元以上（1美元兌換）。2005年匯率制度改革以後，人民幣兌美元他進入一波長線大升值階段，直到2015年下半年進入市場化浮動階段。

### 财政制度
财政分权一直是改革开放以来的经济改革的重点。在1978-1992年间，由于中央对地方财政权力的激励下放，省级行政拥有了剩余财政的支配权，而中央财政占全国财政的比例也由原来的35%降低到12%。自1994年开始，中央和地方开展了分税制度改革，将财政收入重新划为中央收入、地方收入和共享收入，在削弱地方财政的同时也切断地方国有企业与地方政府的联系，而地方所需要负担的社会保障、经济建设等责任并没有减轻，反而由于经济发展、城市人口增加等原因加重，因而越发依靠诸如土地财政、地方债等预算外收入。中央财政对于地方财政有着重要的支持作用，以2014年为例，中央向地方发放的税收返还和转移支付占中央财政预算的近69%，中央财政支持可以占到地方一般性公共财政预算的39%，客观上均衡了各省的财政水平，同时也严重挤占了中央本级的财政政策空间。总体而言，中央财政和地方财政的责任和权力方面处于不均衡状态，仍需进一步改革引导。
相关数据显示，在2010年代中国所有33个省级行政区中，不計香港澳门特區外的25个省需要中央政府进行财政转移支付，以达到省级人民政府的财政平衡。由福建、江苏、浙江、北京、上海、广东（含计划单列市的深圳市）六省市为中央政府提供财政盈余。这种地方财政失衡现象的背后，是地方经济、城市化、人口流动等方面的失衡。

### 区域经济
下图为2022年全年，中華人民共和國各省級行政區及特別行政區人均生產總值分布，2022年中國內地最富有的地區依次爲北京、上海、江蘇、福建和浙江。（統計數字包括港澳，國家限制開發區域及禁止開發區域）
| 2022年全年中華人民共和國各省級行政區及特別行政區人均生產總值分布 |

| >¥313,500 ¥313,500–¥165,500 ¥165,500–¥83,500 ¥83,500–¥50,000 <¥50,000 |

1970年代，中国大陆实行改革开放之初，在缺少对外经济交往经验、国内法律体系不健全的形势下，设立经济特区为国内的进一步改革和开放以及扩大对外经济交流起到了极为重要的作用。
1980年8月26日第五届全国人大常委会第十五次会议批准《广东省经济特区条例》，标志着经济特区正式成立的法律授权。设立经济特区是改革开放之初邓小平的改革开放思想的重要内容之一，经济特区作为对外交流的窗口，在一定时期内通过中央政府给予的政策优势和区位优势二者合力，经济以超出一般地区很多的速度成长，其人均经济实力接近或超过中等发达国家（或地区）的水平，后来更衍生了上海浦东新区、天津滨海新区和重庆两江新区。
2005年6月，国务院发展研究中心发布的《地区协调发展的战略和政策》报告提出，“十一五”期间内地经济划分为东部、东北、中部和西部四大板块。国家统计局亦按此方法划分中国的经济区域。
2013年9月29日，在上海保税区的基础上成立中国（上海）自由贸易试验区，成为中国第一个自由贸易试验区。至2020年中国共设立21个自由贸易试验区。
2014年3月16日发改委发布《国家新型城镇化规划(2014-2020年)》，除以往的三大国家级都会區珠三角都会區、长三角都会區、以京津冀为核心的环渤海经济圈之外，将长江中游城市群、中原都会區、成渝都会區、哈长都会區四大区域列入国家级城市群之列，使之成为推动国土空间均衡开发、引领区域经济发展的重要增长极。
2020年6月1日中共中央、国务院正式印发《海南自由贸易港建设总体方案》，计划在海南自由贸易区的基础上进一步建设成自由贸易港。

### 對外經濟合作
中國是世界貿易組織（WTO）的成員國，亦是金磚國家之一。中國為貿易總額最大國家，分別出口額第一大與進口額第二大，也是貨物進出口最大的國家。1980年代，超過一半的出口為原料等初級產品，機電產品只占7.7%。2012年國際貿易總額中，一般貿易占52%、加工貿易占48%；出口美國最多的商品，依序為手機與廣播設備、電腦、電腦設備、影音設備、玩具等。但中國壓低匯率而與其他經濟體間有所摩擦，也被批評製造假冒的偽劣商品。2010年代初，中國因國內貸款問題而經濟增長放緩。在全球經濟因次貸危機陷入困境後，中國出口量與國際市場需求亦遭削弱。2023年，中国對外貿易累积出口额为33800億美元，進口额为25568億美元。
2013年，各类出口產品占总出口的比例是：機電產品48%，紡織品11%，金属7.1%，化工产品4.6%，塑料橡胶3.9%，仪器3.6%，交通工具3.1%，鞋帽2.9%，石材玻璃1.7%等；進口產品占比分别是：礦產27%，機电產品24%，化學製品7.3%，运输工具6.4%，金属6.2%，仪器5.7%，贵金属5.5%，塑料橡胶5.2%，蔬菜3.4%等。
2014年，全年非金融领域新设立外商直接投资企业23778家，比2013年增长4.4%。实际使用外商直接投资金额7364亿元，按美元计价为1196亿美元，增长1.7%。2014年，中国在非金融领域对外直接投资额1029亿美元，增长14.1%。
2019年，中国大陆新设外商投资企业4.1万家，实际使用外资金额1412.3亿美元，比上年增长2.1%，规模居全球第二。
2020年，中国大陆货物贸易进出口总值32.16万亿元人民币，比2019年增长1.9%。其中，出口17.93万亿元，增长4%；进口14.23万亿元，下降0.7%；贸易顺差3.7万亿元，增加27.4%
2020年，中国大陆前五大贸易伙伴依次为东盟、欧盟、美国、日本和韩国，对上述贸易伙伴进出口分别为4.74、4.5、4.06、2.2和1.97万亿元，分别增长7%、5.3%、8.8%、1.2%和0.7%。
2020-2022年，中国贸易投资顺差近1.9万亿美元。

## 产业结构
| 中華人民共和國國務院國家統計局 |                   |                   |                   |                     |                               |                               |                               |                               |                                        |                                        |                                        |                                  |
| 諸年度                         | 就業人口 （億人） | 就業人口 （億人） | 就業人口 （億人） | 就業總人口 （億人） | 国内生产总值 （萬億元人民幣） | 国内生产总值 （萬億元人民幣） | 国内生产总值 （萬億元人民幣） | 国内生產总值 （萬億元人民幣） | 每就業人口 国内生产总值 （萬元人民幣） | 每就業人口 国内生产总值 （萬元人民幣） | 每就業人口 国内生产总值 （萬元人民幣） | 人均 国内生產总值 （萬元人民幣） |
|                                | 第三產業          | 第二產業          | 第一產業          |                     | 第三產業                      | 第二產業                      | 第一產業                      |                               | 第三產業                               | 第二產業                               | 第一產業                               |                                  |
| 2011                           | 2.728             | 2.254             | 2.659             | 7.642               | 21.612                        | 22.704                        | 4.478                         | 48.794                        | 7.92                                   | 10.07                                  | 1.68                                   | 3.63                             |
| 2012                           | 2.728             | 2.254             | 2.659             | 7.642               | 24.485                        | 24.464                        | 4.908                         | 53.858                        | 8.98                                   | 10.85                                  | 1.85                                   | 3.99                             |
| 2013                           | 2.964             | 2.317             | 2.417             | 7.698               | 27.798                        | 26.196                        | 5.303                         | 59.296                        | 9.38                                   | 11.31                                  | 2.19                                   | 4.37                             |
| 2014                           | 3.136             | 2.310             | 2.279             | 7.725               | 30.808                        | 27.757                        | 5.563                         | 64.128                        | 9.82                                   | 12.02                                  | 2.44                                   | 4.70                             |
| 2015                           | 3.284             | 2.269             | 2.192             | 7.745               | 34.618                        | 28.204                        | 5.774                         | 68.599                        | 10.54                                  | 12.43                                  | 2.63                                   | 5.00                             |
| 2016                           | 3.376             | 2.235             | 2.150             | 7.760               | 38.337                        | 29.655                        | 6.014                         | 74.006                        | 11.36                                  | 13.27                                  | 2.80                                   | 5.37                             |
| 2017                           | 3.487             | 2.182             | 2.094             | 7.764               | 42.591                        | 33.274                        | 6.210                         | 82.075                        | 12.21                                  | 15.25                                  | 2.97                                   | 5.92                             |
| 2018                           |                   |                   |                   |                     |                               |                               |                               |                               |                                        |                                        |                                        |                                  |
| 2019                           |                   |                   |                   |                     |                               |                               |                               |                               |                                        |                                        |                                        |                                  |
| 2020                           |                   |                   |                   |                     | 55.397                        | 38.425                        | 7.775                         | 101.598                       |                                        |                                        |                                        |                                  |

- 1980年以后国民总收入与国内生产总值的差额为国外净要素收入。
- 三次产业分类依据中华人民共和国国家统计局2012年制定的《三次产业划分规定》。第一产业是指农、林、牧、渔业（不含农、林、牧、渔服务业）；第二产业是指采矿业（不含开采辅助活动），制造业（不含金属制品、机械和设备修理业），电力、热力、燃气及水生产和供应业，建筑业；第三产业即服务业，是指除第一产业、第二产业以外的其他行业。
- 按照中华人民共和国国内生产总值数据修订制度和国际通行作法，在实施研发支出核算方法改革后，对2016年及以前年度的国内生产总值历史数据进行了系统修订。

2017年中華人民共和国生产总值按产业百份比分佈圖（生产总值：82.71萬億元人民币）
2017年中華人民共和国勞動力总人口按产业百份比分佈圖（勞動力总人口：7.764億人）

### 第三產業
現時中國正處於產業轉型，以第三產業替換舊有的第二產業經濟模式，改以第三產業帶動經濟成長，並自動化傳統的工業生產模式，以提升生產效率，滿足國內持續成長的第三產業對基礎工業的需求。大陸的第三產業在2012年首次超過第二產業，占國內生產總值最大比重，主導了中国的经济。中華人民共和國的軟體產業屬於第三產業，這領域最近十幾年發展迅速，規模從2000年的593億人民幣增長到2010年的18400億人民幣。複合年均增長率為36.65%。現時中國軟體產業首要面對的挑戰是填補自身的核心工業軟體領域的缺陷，例如對程式語言、系統軟體、電子設計自動化軟體、計算機輔助設計軟體、計算機輔助工程軟體的研發，減少依賴外國工業軟體，去降低外部壓力造成的生產風險，以滿足未來中國在複雜工業的自動化控制需求。

#### 軟體、互联网及电信產業

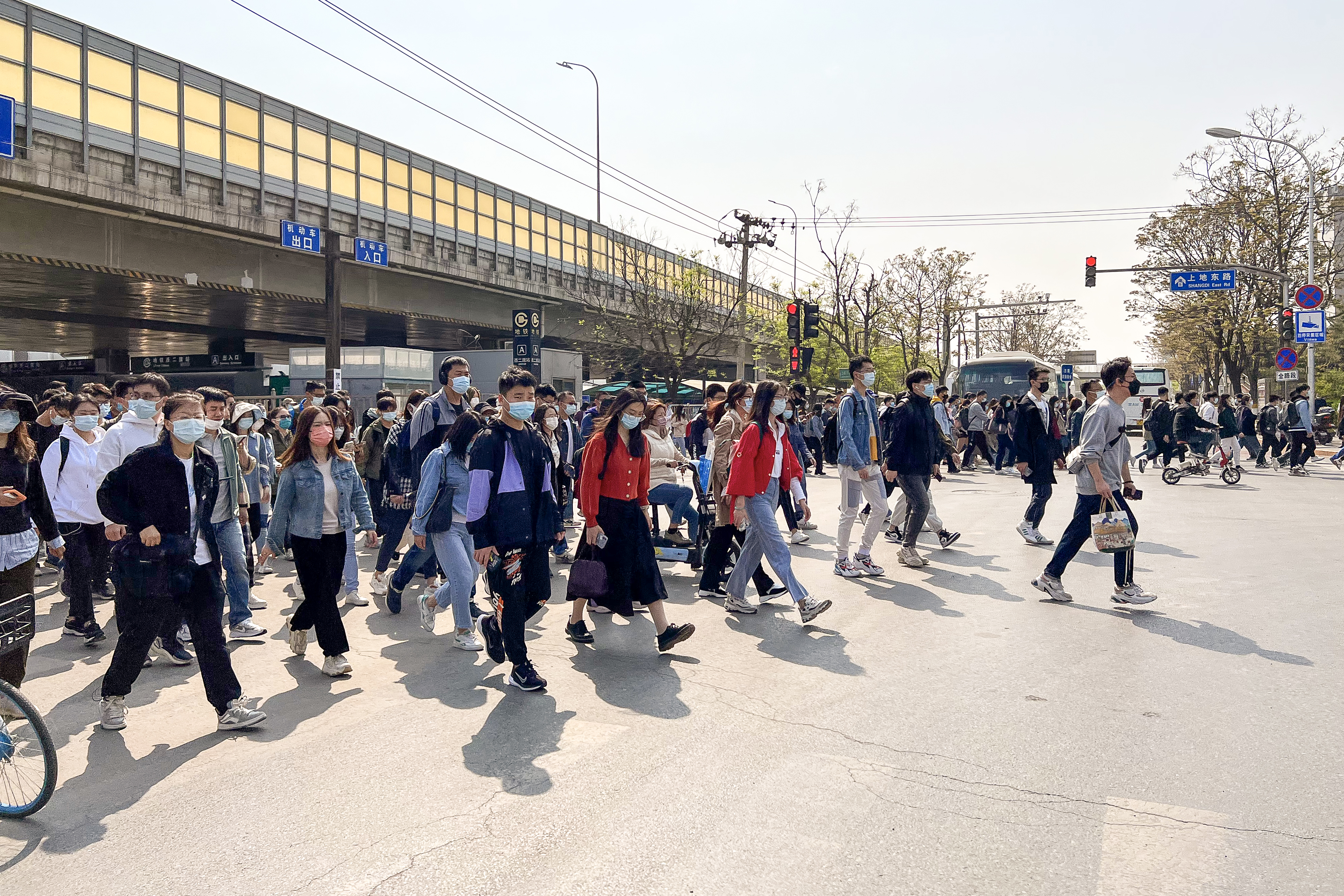
从北京地铁西二旗站步行前往中关村软件园各大IT企业的通勤者

中華人民共和國的軟體產業屬於第三產業。中國軟體產業近來發展快速，從2000年的人民幣593億元增長至2010年的13,364億元。2011年，中國軟體業務收入超過1.84兆元，2014年則增加至3.6379兆元。而軟體出口地區分布廣泛，包括日本、南韓、美國、歐洲、東南亞、中東等地，其中日本占總額的60%。中國電子遊戲產業於1980年代初期興起，今日電子遊戲對社會有著種種影響。2015年，中國遊戲用戶數達5.34億人，銷售收入達人民幣1407億元；上市遊戲企業有171家，市值達4,7605.84億元；同年國家新聞出版廣電總局則批准750款遊戲，客戶端遊戲占11.2%、網頁遊戲占32.8%、移動遊戲占49.7%、及電視遊戲占6.3%。2012年，中國開發出包含亞洲地區的北斗衛星導航系統，並計畫在2020年成為遍及全球的衛星導航系統。
中国电子游戏开始于80年代末90年代初期，随着电脑、掌机、家用游戏机的普及和互联网的推广，PC游戏、掌机游戏、电视游戏开始得到越来越多人的喜爱。至2013年，中华人民共和国已有4.9亿游戏玩家，实际销售收入达到831.7亿元人民币，中华人民共和国已经成为电子游戏消费大国。2014年9月29日上海自贸区正式挂牌，政府解禁自2000年起施行的游戏机禁令，促使微软的Xbox One与索尼的Play Station 4游戏机正式进入中国大陆市场。中国大陆电子游戏产业2014年產值为179億美元，位居世界第二；台灣以产值6.43億位居第15位。2015年，中国游戏用户数达到5.34亿人，市场实际销售收入达到1407亿元人民币；国家版权局批准出版游戏约750款，其中客户端游戏占11.2%，网页游戏占32.8%，移动游戏占49.7%，电视游戏占6.3%；中国上市游戏企业171家，企业市值47605.84亿元。
2015年，中华人民共和国互联网在中國大陸的平均連接速度達3.14Mbps。網際網路使用者規模達7.31億人，普及率為53.2%；其中手機網際網路用戶達6.95億人，而農村網際網路用戶達1.86億人。2012年，約有59%使用者在華東、約24%使用者在華中、及約16%使用者在西部地區，廣東省則占中使用者總數的15%。2015年第三季末，中國物聯網終端用戶達6,011萬戶，IPTV用戶則有4,219萬戶。電子商務自2009年開始顯著增长，發展速度快於歐洲聯盟、但比美國略慢，2014年時發展成人民幣12.3兆元的產業。當前主要網路支付市場有支付寶、財付通（含支付）、中國銀聯等，中國市場比例依序為61.9%、14.5%和9.2%。
2014年，中国电信业規模达1兆8150亿元人民幣，手機交换机容量为20億4537万户，电话用户数量达15億3552万户，其中固定电话为2億4943万户，移动电话为12億8609万户；宽頻用户为5億8254万户，網民人數达6.49亿人，而其中使用手机上网的人数为5.57亿人，網路普及率为47.9%。
2015年，中國電子訊息產業總收入達人民幣5.6兆元。中國電信、中國聯通和中国移动是中國三大電訊供應商，而華為、中興通訊等電信公司亦參與5G標準的制定。中國是行動電話數量最多的國家，在2015年第三季末共有13億戶行動電話用戶，智慧型手機出貨量達1.19億部。中國還有世界最多的網際網路和寬頻網際網路使用者，除了占全球24%的網際網路裝置，並占全球寬頻使用者的20%。固定和移動寬頻用戶分別為2.11億戶與7.3億戶，4G用戶則有3.02億戶。

#### 運輸業
中国拥有由铁路系统、公路系统、航空系统、船运系统、管道構成的交通运输网。2014年公路和高速公路總里程分別為446萬公里及11萬公里。中國擁有世界最長的高速公路系統与高速铁路系统，並計畫在2030年增加至11.8萬公里。中國是世界最大的汽車市場，估計汽車銷售量在2020年達到4,000萬輛，城市地區則盛行自行车。但近來交通事故亦顯著上升，2011年便有6.2萬人因此喪生。2020年中国大陆公路总里程519.81万公里，比上年末增加18.56万公里。公路密度54.15公里/百平方公里，增加1.94公里/百平方公里。公路养护里程514.40万公里，占公路总里程99.0%。
中國鐵路總公司經營的鐵路里程數共計10.3萬公里，為全世界客運和貨運最繁忙的網絡，每年春節等假期都會出現人潮。2009年各国铁路利用列表显示中国占世界25%，運輸周轉量則占世界24%。中國在21世紀初建立世界最長的高速鐵路。2016年9月，随着郑徐高铁的开通，中国高铁里程突破2万公里，形成四縱四橫格局并向八纵八横发展，主要线路由京廣高速鐵路、京滬高速鐵路等。中国还向泰國、歐洲聯盟、寮國、美國等輸出高铁技術。中國有21座城市軌道交通系統，總里程數達2.8萬公里，其中上海地鐵、北京地鐵、廣州地鐵、港鐵和深圳地鐵等城市軌道交通系統的通車里程位居世界前列。另有時速431公里的上海磁浮示範營運線，為世界上最快的商業軌道。2020年末，中国大陆铁路营业里程14.6万公里，比上年末增长5.3%，其中高铁营业里程3.8万公里。铁路复线率为59.5%，电化率为72.8%。全国铁路路网密度152.3公里/万平方公里，增加6.8公里/万平方公里。
2011年，中国大陆民航完成运输总周转量577.44亿吨公里。截至2011年底中国大陆共有运输机场180个，定期航班航线2290条。2014年中國航空業共有222座民航運輸機場，2015年機場旅客達9.15億人次、貨郵達1409萬噸、飛機起降856.6萬架次。“十三五”期间（2016－2020年）将新建至少50个机场。中國最繁忙機場依序為北京首都國際機場（全球客運吞吐量第二）、香港國際機場、上海浦東國際機場和廣州白雲國際機場。波音公司估計中國的民航機數量从2014年的2570架增加到2034年的7210架，但因80%領空為軍事管制而有嚴重誤點的問題。
中国有长江三角洲、珠江三角洲、渤海湾、东南沿海、西南沿海共五大港口群，2,116座沿海港口、2,052個深水泊位。2014年，上海港、香港港口、深圳港、寧波舟山港、廣州港、青島港、天津港、大連港、厦门港、营口港、连云港港和苏州港在集装箱吞吐量和噸數名列世界前50名，上海港更在2010年超越新加坡港成为世界大港。中國還擁有世界第一長的河流航道，航運里程達12.63萬公里，水路客運量達2.63億人、旅客周轉量74.34億人公里。
2015年中国邮政企业和全国快递服务企业业务收入(不包括邮政储蓄银行直接营业收入)累计完成4039.3亿元。邮政函件业务累计完成45.8亿件，包裹业务累计完成4243.4万件，报纸业务累计完成188亿份，杂志业务累计完成10亿份，汇兑业务累计完成8271.2万笔。全国快递服务企业业务量累计完成206.7亿件。2020年中国快递业务量突破800亿件

#### 金融業

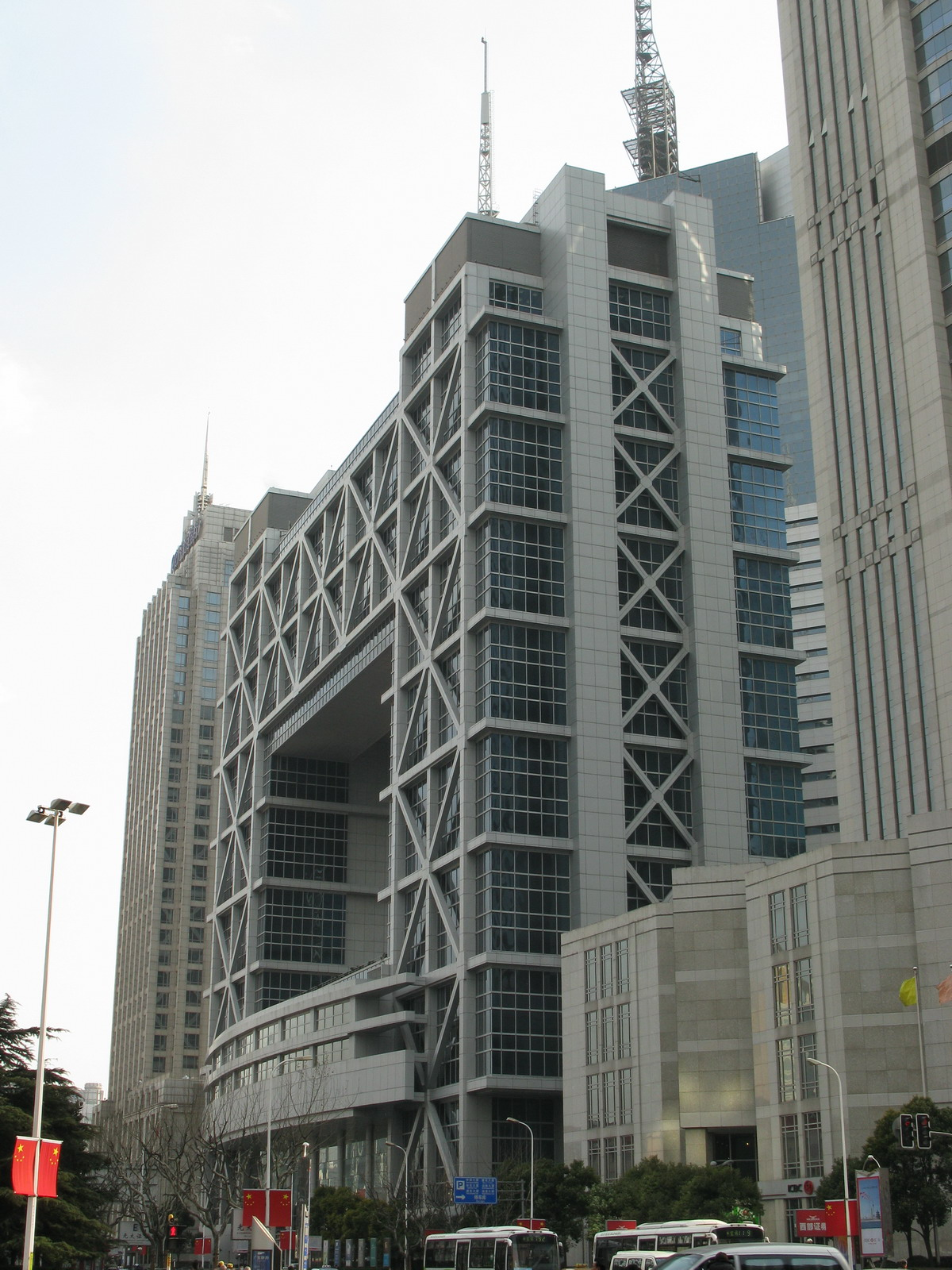
上海证券交易所

中华人民共和国建国初期实行单一的计划经济体制，中国银行成为仅经营外汇业务的银行，中国农业银行等其他商业银行成立之后又被取消，在此期间中国人民银行既是中华人民共和国的中央银行又是商业银行。1978年底，中国金融体制开始进行改革，成立了多家商业银行，中国人民银行专门行使中央银行的职能。1995年5月10日，《中华人民共和国商业银行法》颁布，明确了商业银行为吸收公众存款、发放贷款、办理结算等业务的企业法人．以效益性、自我约束的经营机制，确立了商业银行的企业法人地位。2003年4月29日，中国银行业监督管理委员会正式成立。隨著海外需求增加，中國銀行業積極向外擴張。2007年，聯邦儲備系統批准招商銀行設立紐約分局的申請。2010年，中國工商銀行、中國建設銀行、中國銀行進入世界銀行前十名，並有111家銀行列入世界前千家銀行。
在保险业方面，中国人民保险公司也是成立之后又被取消。从1979年恢复至今，中国保险业经历了快速的发展。2012年，中华人民共和国已有130家保险公司，较大的保险公司有中国人民保险集团股份有限公司、中国太平洋保险（集团）股份有限公司、中国平安保险(集团)股份有限公司等。
在证券业方面，截止2010年12月31日，中国资本市场已有上市公司2062家，投资者1.3亿户，证券公司106家，基金公司62家，期货公司163家，股票总市值全球第二，商品期货市场成交量居世界第一位。

#### 其他服务业
- 中國旅遊業在过去30年内高速成长，逐渐形成一个大产业 ,成为中国经济新的增长点[285]。2015年，世界經濟論壇旅遊業競爭力報告顯示，中國排名從上次報告中的第45位升至第17位[286]。2014年，入境游客达1.285億人次（含港澳台游客），入境过夜游客5,562万人次，旅游外汇收入569亿美元；国内遊客36.1亿人次，国内旅遊收入3.312万亿元人民幣。
- 批發零售業零售总额为26.239万亿元人民幣(2014年)，其中城市为22.637万亿元人民幣(2014年)，鄉村为3.603万亿元人民幣(2014年)，网上零售额为2.790万亿元人民幣(2014年)。
- 2014年餐飲業收入为2.786万亿元人民幣。
- 房地產業2014年的销售面积达1206.49平方公里，其中住宅面积为1051.82平方公里。
- 2015年中国文化及相关产业增加值27,235亿元，占GDP的比重为3.97%。其中文化制造业增加值11,053亿元，文化批发零售业增加值2,542亿元，文化服务业增加值13,640亿元[287]。

### 第二產業
中国主要的工業有采矿业、制造业、钢铁，紡織業和服裝業、水泥、化肥、鞋、玩具、食品加工，汽车，高铁，机床，工程机械，航天，电子设备，半导体。2014年，工業生產增長率为7.0%。其中国有企业增长4.9%，集体企业增长1.7%，股份制企业增长9.7%，外資企业增长6.3%，私营企业增长10.2%，采矿业增长4.5%，制造业增长9.4%。

#### 制造业
中国制造业是中國國民經濟的重要支柱和基礎。中国汽车制造业增势迅猛，中国于2011年汽车销量，达1850万辆；2009年，中国生产的汽车销量突破1300万辆，超越美国成为全球最大的汽车市场。2015年5月8日中华人民共和国国务院公布中国制造2025计划，预计到2025年，中国将达成从“制造大国”变身为“制造强国”的目标，而到2035年，中国的制造业将达成赶超美国的目标。

#### 建築用料生產

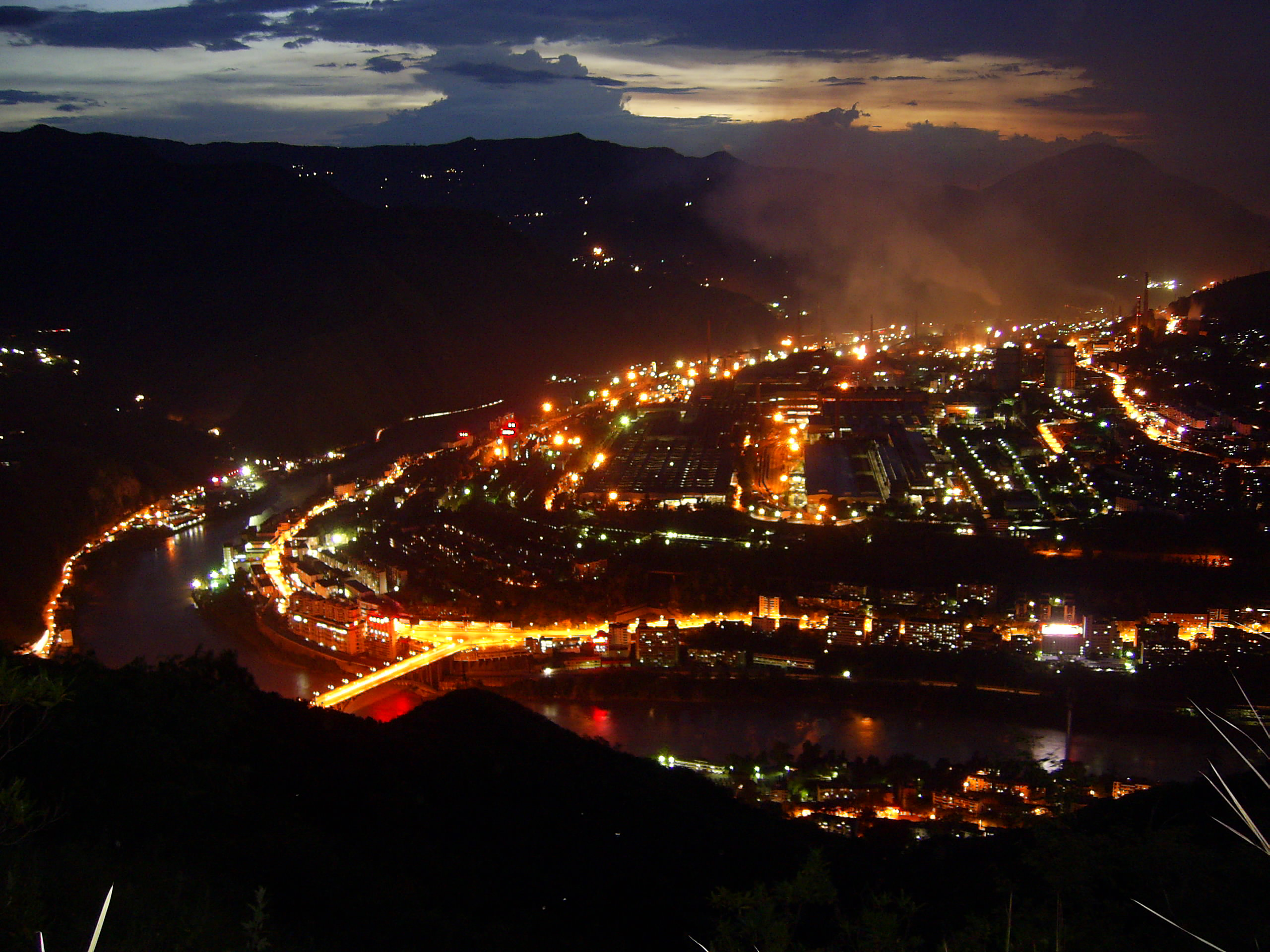
四川攀枝花市的钢铁生產地攀钢

中国是世界上最大的钢铁和混凝土的消费国，分别消耗三分之一和超过一半的全球供应量。2014年，建築用料生產總投资額为9兆5036亿元人民幣，其中住宅6兆4352亿元人民幣，办公楼5641亿元人民幣，商业营业用房1兆4346亿元人民幣。房屋施工面积7264.82平方公里，其中住宅5150.96平方公里。2014年房屋新开工面积1795.92平方公里，其中住宅面积1248.77平方公里；房屋竣工面积1074.59平方公里，其中住宅面积808.68平方公里。2014年城镇保障性安居工程基本建成住房511万套，新开工740万套。

### 第一產業
中国是农业生产大国。2006年农业总产值为2.5万亿元人民币，占中国GDP的12.5%。中国人口的40%从事农业生产。2006年中国农业出口额为2480 亿元人民币，比上年增长14.1 %。中国主要的农产品出口市场为日本、欧盟、韩国、美国、中国香港地区和东盟国家。2013年中国农林牧渔业总产值为9.7万亿元人民币。
中华人民共和国农业也称第一产业，包括种植业、林业、畜牧业、渔业。其中种植业主要分布在中国东部湿润和半湿润的平原地区，80年代起大量利用地膜技術增產。主要產品有稻米、小麥、高粱、花生、茶、大麥、玉米、棉花、油料作物等。林業主要分布在中国东北和西南的天然林区，以及东南部的人工林区。畜牧業主要分布在中国西部新疆、青海、西藏、内蒙古等地区。漁業主要分布在中国东部地区。

#### 能源產业
中國經濟具高度能源密集和耗能傾向，為能源消耗量最大（溫室氣體排放量最大）、及能源生產最多的國家。2014年生產約5.523兆千瓦·時電力，發電裝機容量有13.6億千瓦（火力發電915吉瓦、水力發電301吉瓦、風力發電96吉瓦、太陽能發電27吉瓦、核子動力20吉瓦），220千伏以上的電力線路達57.2萬公里，發電量與電網規模都為世界第一。近年来，中國政府大力投資可再生能源商業化，積極發展水力、風能、太陽能、地熱能、生物能源、生物燃料等技術。
中国水能蕴藏量达6.8億千瓦，居世界第一位。政府在長江流域建設多座水力發電廠和核電廠，风力发电多分布在内蒙古、新疆、甘肃、河北、山东等地，占全国装机容量的一半以上。中华人民共和国太阳能发电有超过400个光伏(PV)企业。在2013年，中国安装了11.3 GW的太阳能光伏面板，总安装容量达到18.3 GW。这比2012年中国光伏面板安装的5.0 GW还高出2倍。太阳能热水器也在中国非常广泛使用。在2016年，中国成为世界上最大的光伏发电生产国，有43GW的装机容量。2014年核能發電電力超過130,580吉瓦·時。境內共有30座核反應爐機組運轉，總裝機容量達2,831萬千瓦，並有24座在建機組，機組數量僅次於美國和法國。

#### 采矿业
中國礦產資源豐富，已知礦產有171種、探明儲量者有158種；當中石油、天然氣、煤、鈾、地熱等能源礦產10種，鐵、錳、銅、鋁、鉛、鋅等金屬礦產54種，石墨、磷、硫、鉀鹽等非金屬礦產91種。附近海域石油約250億噸，天然氣有8.4萬億立方公尺。中國長期是世界上最大的煤炭生產國及消費國，超過70%能源依靠煤炭供應。中國石油產量則位居世界第四，2014年每天產量達4,189,000桶。但因石油生產不能滿足經濟需求，有近半石油要從俄羅斯、中東、中亞和非洲進口，並在2013年超越美國成為最大的石油進口國。2015年，中國天然氣產量1350億立方米，消費量達到1932億立方米。

## 经济数据

### 政府收入及開支
| 財政年度 | 一般公共預算收入 | 同比增速（%） | 一般公共預算支出 | 同比增速（%） | 盈餘(赤字)       | 盈餘或赤字佔GDP | 備註 |
| -------- | ---------------- | ------------- | ---------------- | ------------- | ---------------- | --------------- | ---- |
| 2023年   | 216,784億人民幣  | 6.4%          | 274,574億人民幣  | 5.4%          | (57,790億人民幣) | 4.58%           |      |
| 2022年   | 203,703億人民幣  | 0.6%          | 260,609億人民幣  | 6.1%          | (56,906億人民幣) | 4.72%           |      |
| 2021年   | 202,539億人民幣  | 10.7%         | 246,322億人民幣  | 0.3%          | (43,783億人民幣) | 3.81%           |      |
| 2020年   | 182,895億人民幣  | -3.9%         | 245,588億人民幣  | 2.8%          | (62,693億人民幣) | 6.19%           |      |
| 2019年   | 190,382億人民幣  | 3.8%          | 238,874億人民幣  | 8.1%          | (48,492億人民幣) | 4.92%           |      |
| 2018年   | 183,352億人民幣  | 6.2%          | 220,906億人民幣  | 8.7%          | (37,554億人民幣) | 4.09%           |      |
| 2017年   | 172,567億人民幣  |               | 203,330億人民幣  |               | (30,763億人民幣) |                 |      |
| 2016年   | 159,552億人民幣  |               | 187,841億人民幣  |               | (28,289億人民幣) |                 |      |
| 2015年   | 152,217億人民幣  |               | 175,768億人民幣  |               | (23,551億人民幣) |                 |      |
| 2014年   | 140,350億人民幣  |               | 151,662億人民幣  |               | (11,312億人民幣) |                 |      |
| 2013年   | 129,143億人民幣  |               | 139,744億人民幣  |               | (10,601億人民幣) |                 |      |
| 2012年   | 117,210億人民幣  |               | 125,712億人民幣  |               | (8,502億人民幣)  |                 |      |
| 2011年   | 103,740億人民幣  |               | 108,930億人民幣  |               | (5,190億人民幣)  |                 |      |
| 2010年   | 83,080億人民幣   |               | 89,575億人民幣   |               | (6,495億人民幣)  |                 |      |
| 2009年   | 68,477億人民幣   |               | 75,874億人民幣   |               | (7,397億人民幣)  |                 |      |

### 数据统计
|      | 中華人民共和國國務院國家統計局及國際貨幣基金組織及世界銀行 | 中華人民共和國國務院國家統計局及國際貨幣基金組織及世界銀行 | 中華人民共和國國務院國家統計局及國際貨幣基金組織及世界銀行 | 中華人民共和國國務院國家統計局及國際貨幣基金組織及世界銀行 | 中華人民共和國國務院國家統計局及國際貨幣基金組織及世界銀行 | 中華人民共和國國務院國家統計局及國際貨幣基金組織及世界銀行 | 中華人民共和國國務院國家統計局及國際貨幣基金組織及世界銀行 | 中華人民共和國國務院國家統計局及國際貨幣基金組織及世界銀行 | 中華人民共和國國務院 國家統計局 | 中華人民共和國國務院 國家統計局 | 中華人民共和國國務院 國家統計局       |
| 年份 | 国内生产总值                                               | 国内生产总值                                               | 人均 国内生产总值                                          | 人均 国内生产总值                                          | 国民总收入                                                 | 国民总收入                                                 | 人均 国民总收入                                            | 人均 国民总收入                                            | 居民消費價格 同比（%）          | 經濟規模 同比（%）              | 国内生产总值 同比（%） （扣除通漲後） |
|      | 國家統計局 數值 （萬億元人民幣）                           | 國際貨幣基金組織 國際排名 PPP / 現價美元                   | 國家統計局 數值 （萬元人民幣）                             | 國際貨幣基金組織 國際排名 PPP / 現價美元                   | 國家統計局 數值 （萬億元人民幣）                           | 世界銀行 國際排名 PPP / 現價美元                           | 國家統計局 數值 （萬元人民幣）                             | 世界銀行 國際排名 PPP / 現價美元                           |                                 |                                 |                                       |
| 2010 | 41.303                                                     | 2 / 2                                                      | 3.080                                                      | 103 / 98                                                   | 41.127                                                     | 2 / 2                                                      | 3.067                                                      | 118 / 121                                                  | 3.175                           | 10.64                           | 15.07                                 |
| 2011 | 48.930                                                     | 2 / 2                                                      | 3.632                                                      | 97 / 95                                                    | 48.475                                                     | 2 / 2                                                      | 3.598                                                      | 116 / 114                                                  | 5.554                           | 9.54                            | 12.91                                 |
| 2012 | 54.037                                                     | 2 / 2                                                      | 3.991                                                      | 96 / 91                                                    | 53.912                                                     | 2 / 2                                                      | 3.971                                                      | 117 / 111                                                  | 2.620                           | 7.86                            | 7.82                                  |
| 2013 | 59.524                                                     | 2 / 2                                                      | 4.374                                                      | 93 / 88                                                    | 59.042                                                     | 2 / 2                                                      | 4.339                                                      |                                                            | 2.621                           | 7.76                            | 7.53                                  |
| 2014 | 64.397                                                     | 1 / 2                                                      | 4.708                                                      | 90 / 84                                                    | 64.479                                                     | 1 / 2                                                      | 4.714                                                      | 105 / 100                                                  | 1.922                           | 7.30                            | 6.26                                  |
| 2015 | 68.905                                                     | 1 / 2                                                      | 5.013                                                      | 87 / 76                                                    | 68.645                                                     | 1 / 2                                                      | 4.994                                                      | 107 / 96                                                   | 1.437                           | 6.90                            | 5.56                                  |
| 2016 | 74.359                                                     | 1 / 2                                                      | 5.378                                                      | 83 / 75                                                    | 74.060                                                     | 1 / 2                                                      | 5.356                                                      | 102 / 93                                                   | 2.000                           | 6.70                            | 5.92                                  |
| 2017 | 82.712                                                     | 1 / 2                                                      | 5.950                                                      | 82 / 75                                                    | 82.483                                                     | 1 / 2                                                      | 5.934                                                      | 78 / 71                                                    | 1.593                           | 6.90                            | 9.64                                  |
| 2018 | 90.031                                                     | 1 / 2                                                      | 6.452                                                      | 73 / 67                                                    | 89.691                                                     | 1 / 2                                                      | 6.428                                                      | 68 / 62                                                    | 2.100                           | 6.60                            | 6.75                                  |
| 2019 | 99.087                                                     | 1 / 2                                                      | 7.089                                                      | 67 / 65                                                    | 98.846                                                     | 1 / 2                                                      | 7.060                                                      |                                                            | 2.900                           | 6.10                            |                                       |

- 1980年以後國民總收入與國內生產總值的差額為國外淨要素收入。

|                       | 中华人民共和国國務院财政部国库司 | 中华人民共和国國務院财政部国库司 | 中华人民共和国國務院财政部国库司 | 中华人民共和国國務院财政部国库司 | 中华人民共和国國務院财政部国库司 | 中华人民共和国國務院财政部国库司   | 中華人民共和國國務院 中国人民银行調查統計司                 | 中華人民共和國國務院 中国人民银行調查統計司 | 中華人民共和國國務院 國家統計局 |
| 諸會計年度            | 财政部国库司 政府财政收支        | 财政部国库司 政府财政收支        | 财政部国库司 政府财政收支        | 财政部国库司 政府财政收支        | 财政部国库司 政府财政收支        | 財政儲備/国债余额 （萬億元人民幣） | 中国人民银行 中国国家外汇管理局 外匯儲備 萬億美元 / 萬億SDR | 中國人民銀行 黃金儲備 （万盎司）            | 居民消费价格同比 （%）          |
|                       | 該年一至十二月累计               | 該年一至十二月累计               | 該年一至十二月累计               | 該年一至十二月累计               | 該年一至十二月累计               | 該年第四季度                       | 該年十二月數據                                              | 該年十二月數據                              |                                 |
| 收入 （萬億元人民幣） | 支出 （萬億元人民幣）            | 轉让 （萬億元人民幣）            | 結存 （萬億元人民幣）            | 融资 （萬億元人民幣）            |                                  | 該年第四季度                       | 該年十二月數據                                              | 該年十二月數據                              |                                 |
| 2013                  | 16.995                           | 17.254                           | 不適用                           | 不適用                           | 1.269                            | -8.675                             | 3.8213 / 不適用                                             | 3,389                                       | 2.621                           |
| 2014                  | 18.521                           | 18.894                           | 不適用                           | 不適用                           | 1.292                            | -9.566                             | 3.8430 / 不適用                                             | 3,389                                       | 1.922                           |
| 2015                  | 19.848                           | 21.621                           | 不適用                           | 不適用                           | 1.685                            | -10.660                            | 3.3304 / 不適用                                             | 5,666                                       | 1.437                           |
| 2016                  | 20.821                           | 23.095                           | 不適用                           | 不適用                           | 2.531                            | -12.007                            | 3.0105 / 2.2394                                             | 5,924                                       | 2.000                           |
| 2017                  | 22.757                           | 25.050                           | 不適用                           | 不適用                           | 2.833                            | -13.477                            | 3.1399 / 2.2722                                             | 5,924                                       | 1.593                           |
| 2018                  |                                  |                                  |                                  |                                  |                                  | -14.961                            | 3.0727 / 2.2093                                             | 5,956                                       | 2.100                           |
| 2019                  |                                  |                                  |                                  |                                  |                                  |                                    | 3.1072 / 2.2475                                             | 6,264                                       |                                 |

- 此表为按照国际货币基金组织数据公布特殊标准（SDDS）要求发布的年度广义政府财政数据。
- 本表中广义政府收入，是指一般公共预算收入、政府性基金收入（不含国有土地使用权出让收入）、国有资本经营收入、社会保险基金收入的合并数据，并剔除了重复计算部分。
- 國債餘額包含內債和外債

- 外汇储备為可兑换外币
- 自2016年4月起，除按美元公布国际储备与外币流动性数据模版外，增加以国际货币基金组织特别提款权（SDR）公布相关数据，折算汇率来源于国际货币基金组织网站，其中2018年12月USD/SDR=0.719015。

中国经济数据以GDP为首多次遭到外界质疑是否造假，例如质疑中国GDP统计时通过物价指数的计算上调整从而拉高数据，又或者通过通胀报低调整GDP平减指数达到拉高GDP增速数据的目标。新华社曾发文反击称：“（中国）GDP实际增速仅高估不到0.5个百分点”。2019年3月，在第十三届全国人大二次会议的记者会上，全国人大财政经济委员会副主任委员尹中卿称，一些地方搞攀比、争位次，在源头上弄虚作假，虚报、瞒报、漏报、重报等问题严重，导致统计数据无法反映真实情况；这些年地方GDP总量大于全国核算，统计数据有水分，导致统计数据的公信度受到了怀疑。
中国国家统计局和相关部门曾多次发现并处罚地方政府经济数据造假。同时，因为国家统计局有自己的直接收集数据的系统，国家统计局表示，中国的统计数据和制度不会因为少数地方少数企业少数单位的真实性问题而受到影响。
- 2014年2月14日新华网发文，称“湖南基层统计造假透视：数据虚涨百倍 造假触目惊心”，人民日报对此事评论是《基层统计造假实为得了GDP职业病》[343]。又2015年中央纪委监察部、国家审计署发现东北经济数据造假严重，吉林省人大财政经济委员会主任委员赵振起认为：“倘若依照各地汇报的产业成长性计算，东北一些县域经济规模都超过香港了。”[344]習近平上任後的十三五規劃中頒布《關於完善審計制度若干重大問題框架意見》和《審計全覆蓋的實施意見》文件，開始地方審計改革計畫，作為全面從嚴治黨計畫的一環。[345]

- 2017年1月遼寧省省長陳求發於第12屆人大8次會議中公開坦承，2011至2014年間該省的財政收入被虛報了至少20%，其中2014年虛報最高，達23%。[346]2017年6月中紀委網站公布內蒙古和吉林省有地方經濟資料造假，而中國鐵路總公司有「黑中介」等問題，此次繼遼寧省承認虛報經濟數據及財政收入後，再有省份被揭造假。[347]

- 2018年，天津濱海新區2016年的GDP造假虛報，總量下修1/3從1萬億元（人民幣）大幅度調整為6654億元（人民幣）。[348]但后经查证并非为虚报数据，实际为相关统计口径改变为所属地，天津全市总体GDP未受影响。

- 2023年，BBC中文網報導，4個省份下修2022年經濟數據，導致2023年分別為河南省由-3.6%上升至4.1%、福建省由2.3%上升至4.5%、江西省由0.4%上升至4.1%、湖南省由2.76%上升至4.5%。[349]，表明存在統計造假。

### 外匯儲備

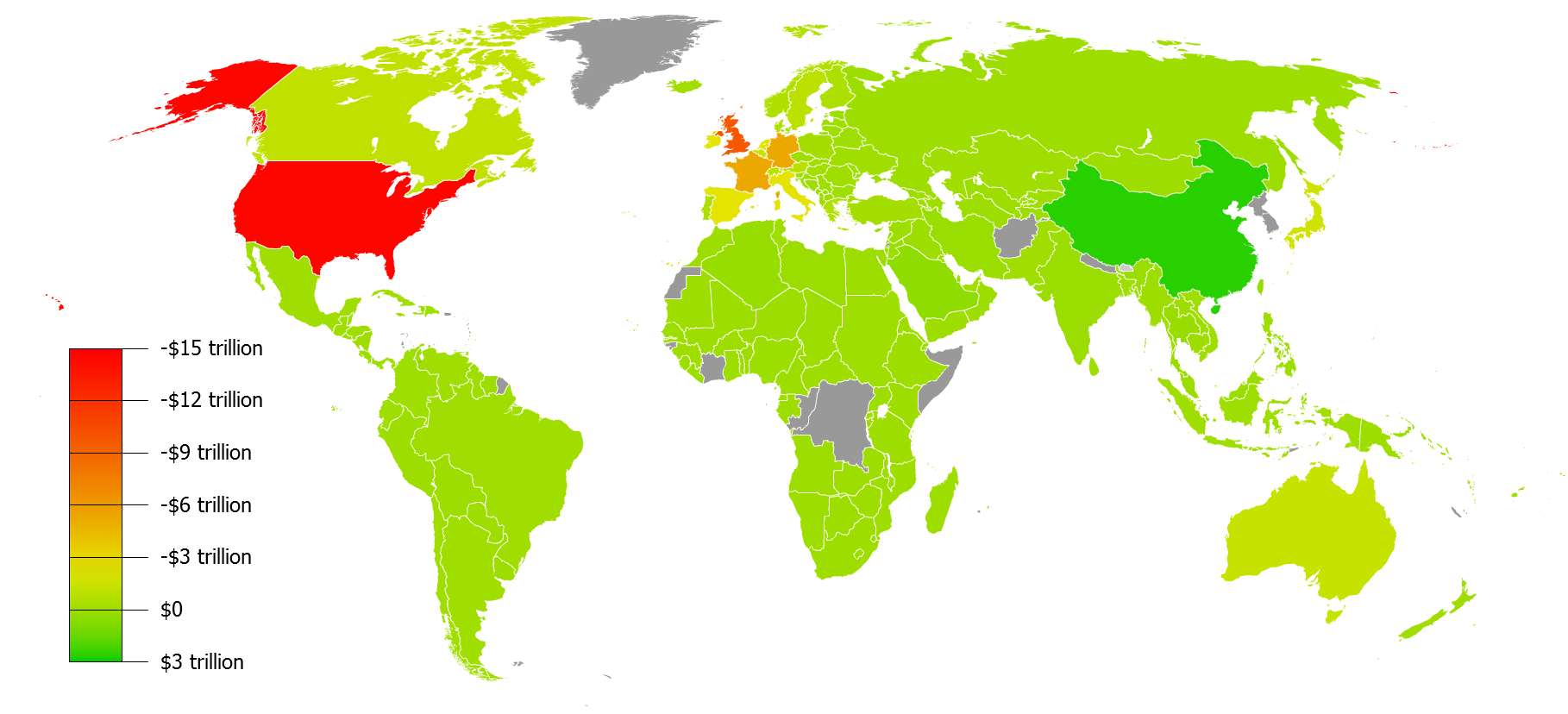

中華人民共和國外匯儲備的主要組成部分是美元資產，其主要持有形式是美國國債和機構債券。截止2020年6月，根据中华人民共和国外汇管理局提供数据，外汇储备为31123.28亿美金。中國大陸外匯儲備作為國家資產，由中國國家外匯管理局及中國人民銀行管理，實際業務操作由中國銀行進行。
2010年，中國外匯儲備達2.85兆美元，比去年同期增長18.7%，為世界最大的外匯儲備國家。中国外汇储备在2014年达到历史高点3.8万亿美元，自2015年起一直维持在3万亿美元以上的规模。中國也是最大的外商直接投資國家，2012年獲得2,530億美元投資。2014年，外匯匯款達640億美元，是第二大的匯款接受國。中國亦大量投資海外市場，為第二大對外投資國；2014年投資海外達1,231.2億美元，許多中國企業也併購外國公司。2009年，中國擁有價值1.6兆美元的證券；同時有超過1.16兆美元的美國國庫證券，為美國國債最大的海外持有者。

## 外部連結
- 工商總局-全國企業信用榜
- 國務院-新型城鎮化（页面存档备份，存于）
- 黄宗智：〈用五种巧合交汇理论解释中国经济的快速发展（页面存档备份，存于）〉。
- 黄宗智：〈三大历史性变迁的交汇与中国小规模农业的前景（页面存档备份，存于）〉。